# A Tua Cara Não Me É Estranha
A Tua Cara não me é Estranha é um talent show português, adaptado do original espanhol Tu Cara Me Suena. Nesta competição, caras conhecidas do público português tem de imitar vocalmente e fisicamente um artista diferente todas as semanas. No final, o melhor imitador vence.
O júri do concurso durante a primeira, segunda edições e especial duetos foi composto por: Luís Jardim, Alexandra Lencastre, José Carlos Pereira e António Sala. Na terceira edição, Alexandra Lencastre foi substituída por Fernanda Serrano.
Devido ao sucesso alcançado nas edições anteriores, a TVI lançou uma temporada especial e dois spin-offs: A Tua Cara Não Me É Estranha: Duetos e A Tua Cara Não Me É Estranha: Kids
É quase constante o uso muito associado ao racismo de blackface, ou seja, de brancos a pintarem a cara de negro, algo que causa polémica noutros países e em Portugal não.
Em outubro de 2016, a TVI anuncia o regresso do formato. Desta vez, o programa é emitido em diferido, aos sábados à noite. Pela primeira vez, o programa somente conta com três jurados: Luís Jardim, Alexandra Lencastre e José Carlos Pereira.
Em dezembro de 2017, a TVI anuncia o regresso do formato que estreia em maio de 2018. Dessa vez, o programa é emitido, aos domingos à noite. Conta com os mesmos apresentadores e os três jurados: Luís Jardim, Alexandra Lencastre e José Carlos Pereira.
Em maio de 2019, a TVI anuncia o regresso do programa para mais uma edição com estreia no dia 19 desse mês, com apresentação a solo de Maria Cerqueira Gomes, na mesma aos domingos à noite, desta feita em direto.

## Sumário das Edições
| Edição                          | Início                  | Fim                     | Concorrentes    | Vencedor             | Vencedor             | 2ºLugar           | 2ºLugar           | 3ºLugar                    | 3ºLugar                    | 4ºLugar                    | 4ºLugar                    | Apresentação          | Apresentação          | Júris        | Júris               | Júris               | Júris               |
| ------------------------------- | ----------------------- | ----------------------- | --------------- | -------------------- | -------------------- | ----------------- | ----------------- | -------------------------- | -------------------------- | -------------------------- | -------------------------- | --------------------- | --------------------- | ------------ | ------------------- | ------------------- | ------------------- |
| 1                               | 22 de Janeiro de 2012   | 1 de Abril de 2012      | 8               | João Paulo Rodrigues | João Paulo Rodrigues | Romana            | Romana            | Daniela Pimenta            | Daniela Pimenta            | Toy                        | Toy                        | Cristina Ferreira     | Manuel Luís Goucha    | Luís Jardim  | José Carlos Pereira | António Sala        | Alexandra Lencastre |
| 2                               | 8 de Abril de 2012      | 10 de Junho de 2012     | 8               | Luciana Abreu        | Luciana Abreu        | FF                | FF                | José Raposo                | José Raposo                | Manuel Melo                | Manuel Melo                | Cristina Ferreira     | Manuel Luís Goucha    | Luís Jardim  | José Carlos Pereira | António Sala        | Alexandra Lencastre |
| Especial 2012                   | 24 de Junho de 2012     | 1 de Julho de 2012      | 9               | FF                   | FF                   | José Raposo       | José Raposo       | Luciana Abreu              | Luciana Abreu              | João Paulo Rodrigues       | João Paulo Rodrigues       | Cristina Ferreira     | Manuel Luís Goucha    | Luís Jardim  | José Carlos Pereira | António Sala        | Alexandra Lencastre |
| Duetos                          | 8 de Julho de 2012      | 29 de Julho de 2012     | 6 Duplas        | FF                   | Vanessa Silva        | Luciana Abreu     | Ricardo Soler     | Dora                       | Rui Andrade                | Mico                       | Gabriela                   | Cristina Ferreira     | Manuel Luís Goucha    | Luís Jardim  | José Carlos Pereira | António Sala        | Alexandra Lencastre |
| 3                               | 3 de Fevereiro de 2013  | 14 de Abril de 2013     | 8               | Wanda Stuart         | Wanda Stuart         | Ricardo de Sá     | Ricardo de Sá     | Francisco Menezes          | Francisco Menezes          | Inês Santos                | Inês Santos                | Cristina Ferreira     | Manuel Luís Goucha    | Luís Jardim  | José Carlos Pereira | António Sala        | Fernanda Serrano    |
| Kids                            | 9 de fevereiro de 2014  | 20 de abril de 2014     | 8               | Diana                | Ricardo Soler        | Rui               | Vanessa Silva     | Catarina                   | FF                         | Teresa                     | Romana                     | Cristina Ferreira     | Manuel Luís Goucha    | Luís Jardim  | José Carlos Pereira | António Sala        | Alexandra Lencastre |
| 4                               | 22 de outubro de 2016   | 21 de janeiro de 2016   | 8               | David Antunes        | David Antunes        | Maria Sampaio     | Maria Sampaio     | Darko Jorge Mourato        | Darko Jorge Mourato        | Darko Jorge Mourato        | Darko Jorge Mourato        | Cristina Ferreira     | Manuel Luís Goucha    | Luís Jardim  | José Carlos Pereira | José Carlos Pereira | Alexandra Lencastre |
| Especial 2017                   | 5 de fevereiro de 2017  | 5 de março de 2017      | Sem Informações | Sem Classificados    | Sem Classificados    | Sem Classificados | Sem Classificados | Sem Classificados          | Sem Classificados          | Sem Classificados          | Sem Classificados          | Cristina Ferreira     | Manuel Luís Goucha    | Luís Jardim  | José Carlos Pereira | José Carlos Pereira | Alexandra Lencastre |
| Especial fim de ano 2017        | 31 de dezembro de 2017  | 1 de janeiro de 2018    | Sem Informações | Sem Classificados    | Sem Classificados    | Sem Classificados | Sem Classificados | Sem Classificados          | Sem Classificados          | Sem Classificados          | Sem Classificados          | Cristina Ferreira     | Manuel Luís Goucha    | Luís Jardim  | José Carlos Pereira | José Carlos Pereira | Alexandra Lencastre |
| Especial 25º Aniversário da TVI | 20 de fevereiro de 2018 | 20 de fevereiro de 2018 | Sem Informações | Sem Classificados    | Sem Classificados    | Sem Classificados | Sem Classificados | Sem Classificados          | Sem Classificados          | Sem Classificados          | Sem Classificados          | Cristina Ferreira     | Manuel Luís Goucha    | Luís Jardim  | José Carlos Pereira | José Carlos Pereira | Alexandra Lencastre |
| 5                               | 26 de maio de 2018      | 5 de agosto de 2018     | 8               | Sissi Martins        | Sissi Martins        | Rúben Madureira   | Rúben Madureira   | Carlos Costa Mónica Sintra | Carlos Costa Mónica Sintra | Carlos Costa Mónica Sintra | Carlos Costa Mónica Sintra | Cristina Ferreira     | Manuel Luís Goucha    | Luís Jardim  | José Carlos Pereira | José Carlos Pereira | Alexandra Lencastre |
| 6                               | 19 de maio de 2019      | 28 de julho de 2019     | 8               | Soraia Tavares       | Soraia Tavares       | Bárbara Branco    | Bárbara Branco    | Inês Herédia               | Inês Herédia               | Pedro Fernandes            | Pedro Fernandes            | Maria Cerqueira Gomes | Maria Cerqueira Gomes | Rita Pereira | Fernando Pereira    | Fernando Pereira    | Rui Pêgo            |
| Especial Filmes                 | 4 de agosto de 2019     | 4 de agosto de 2019     | Sem Informações | Sem Classificados    | Sem Classificados    | Sem Classificados | Sem Classificados | Sem Classificados          | Sem Classificados          | Sem Classificados          | Sem Classificados          | Maria Cerqueira Gomes | Maria Cerqueira Gomes | Rita Pereira | Fernando Pereira    | Fernando Pereira    | Rui Pêgo            |
| Especial Natal                  | 25 de dezembro de 2019  | 25 de dezembro de 2019  | Sem Informações | Sem Classificados    | Sem Classificados    | Sem Classificados | Sem Classificados | Sem Classificados          | Sem Classificados          | Sem Classificados          | Sem Classificados          | Maria Cerqueira Gomes | Maria Cerqueira Gomes | Rita Pereira | Fernando Pereira    | Fernando Pereira    | Rui Pêgo            |

## Edições
| Edição | Estreia                | Final                 | Concorrentes | Vencedor             | 2.º lugar         | 3.º lugar                  | 4.º lugar                  | Apresentadores                         |
| ------ | ---------------------- | --------------------- | ------------ | -------------------- | ----------------- | -------------------------- | -------------------------- | -------------------------------------- |
| 1      | 22 de janeiro de 2012  | 1 de abril de 2012    | 8            | João Paulo Rodrigues | Romana            | Daniela Pimenta            | Toy                        | Cristina Ferreira e Manuel Luís Goucha |
| 2      | 8 de abril de 2012     | 10 de junho de 2012   | 8            | Luciana Abreu        | FF                | José Raposo                | Manuel Melo                | Cristina Ferreira e Manuel Luís Goucha |
| Duetos | 8 de julho de 2012     | 29 de julho de 2012   | 6 duplas     | FF & Vanessa         | Luciana & Ricardo | Dora & Rui                 | Mico & Gabriela            | Cristina Ferreira e Manuel Luís Goucha |
| 3      | 3 de fevereiro de 2013 | 14 de abril de 2013   | 8            | Wanda Stuart         | Ricardo de Sá     | Francisco Menezes          | Inês Santos                | Cristina Ferreira e Manuel Luís Goucha |
| Kids   | 9 de fevereiro de 2014 | 20 de abril de 2014   | 8            | Diana & Ricardo      | Rui & Vanessa     | Catarina & FF              | Teresa & Romana            | Cristina Ferreira e Manuel Luís Goucha |
| 4      | 22 de outubro de 2016  | 21 de janeiro de 2017 | 8            | David Antunes        | Maria Sampaio     | Darko Jorge Mourato        | Darko Jorge Mourato        | Cristina Ferreira e Manuel Luís Goucha |
| 5      | 26 de maio de 2018     | 5 de agosto de 2018   | 8            | Sissi Martins        | Rúben Madureira   | Carlos Costa Mónica Sintra | Carlos Costa Mónica Sintra | Cristina Ferreira e Manuel Luís Goucha |
| 6      | 19 de maio de 2019     | 28 de julho de 2019   | 8            | Soraia Tavares       | Bárbara Branco    | Inês Herédia               | Pedro Fernandes            | Maria Cerqueira Gomes                  |

### Edições especiais
| Edição                        | Estreia                 | Final                   | Vencedor          | 2.º Lugar         | 3.º Lugar         | 4.º Lugar            | Apresentadores                         | Rating | Share |
| ----------------------------- | ----------------------- | ----------------------- | ----------------- | ----------------- | ----------------- | -------------------- | -------------------------------------- | ------ | ----- |
| Especial (2012)               | 24 de junho de 2012     | 1 de julho de 2012      | FF                | José Raposo       | Luciana Abreu     | João Paulo Rodrigues | Cristina Ferreira e Manuel Luís Goucha | 15,6%  | 37,6% |
| Especial (2017)               | 5 de fevereiro de 2017  | 5 de fevereiro de 2017  | Sem classificados | Sem classificados | Sem classificados | Sem classificados    | Cristina Ferreira e Manuel Luís Goucha | 13.0%  | 29.0% |
| Especial (2017)               | 12 de fevereiro de 2017 | 12 de fevereiro de 2017 | Sem classificados | Sem classificados | Sem classificados | Sem classificados    | Cristina Ferreira e Manuel Luís Goucha | 13.4%  | 29.9% |
| Especial (2017)               | 19 de fevereiro de 2017 | 19 de fevereiro de 2017 | Sem classificados | Sem classificados | Sem classificados | Sem classificados    | Cristina Ferreira e Manuel Luís Goucha | 10.8%  | 24.4% |
| Especial (2017)               | 26 de fevereiro de 2017 | 26 de fevereiro de 2017 | Sem classificados | Sem classificados | Sem classificados | Sem classificados    | Cristina Ferreira e Manuel Luís Goucha | 12.6%  | 28.1% |
| Especial (2017)               | 5 de março de 2017      | 5 de março de 2017      | Sem classificados | Sem classificados | Sem classificados | Sem classificados    | Cristina Ferreira e Manuel Luís Goucha | 12.1%  | 25.7% |
| Especial Final de Ano         | 31 de dezembro de 2017  | 1 de janeiro de 2018    | Sem classificados | Sem classificados | Sem classificados | Sem classificados    | Cristina Ferreira e Manuel Luís Goucha | 11.1%  | 34.0% |
| Especial 25.º Aniversário TVI | 20 de fevereiro de 2018 | 20 de fevereiro de 2018 | Sem classificados | Sem classificados | Sem classificados | Sem classificados    | Cristina Ferreira e Manuel Luís Goucha | 9,6%   | 25,9% |
| Especial (2018)               | 12 de agosto de 2018    | 12 de agosto de 2018    | Sem classificados | Sem classificados | Sem classificados | Sem classificados    | Cristina Ferreira e Manuel Luís Goucha | 9.6%   | 25.1% |
| Especial (2018)               | 19 de agosto de 2018    | 19 de agosto de 2018    | Sem classificados | Sem classificados | Sem classificados | Sem classificados    | Cristina Ferreira e Manuel Luís Goucha | 8.2%   | 24.1% |
| Especial (2018)               | 26 de agosto de 2018    | 26 de agosto de 2018    | Sem classificados | Sem classificados | Sem classificados | Sem classificados    | Cristina Ferreira e Manuel Luís Goucha | 8.2%   | 22.9% |
| Especial (2018)               | 2 de setembro de 2018   | 2 de setembro de 2018   | Sem classificados | Sem classificados | Sem classificados | Sem classificados    | Cristina Ferreira e Manuel Luís Goucha | 8.3%   | 21.7% |
| Especial Filmes               | 4 de agosto de 2019     | 4 de agosto de 2019     | Sem classificados | Sem classificados | Sem classificados | Sem classificados    | Maria Cerqueira Gomes                  | 6.0%   | 14.7% |
| Especial Natal                | 25 de dezembro de 2019  | 25 de dezembro de 2019  | Sem classificados | Sem classificados | Sem classificados | Sem classificados    | Maria Cerqueira Gomes                  | 5,7%   | 14,6% |

## Júri
Jurado fixo
     Jurado substituto
| Jurados             | Edições Regulares | Edições Regulares | Edições Regulares | Edições Regulares | Edições Regulares | Edições Regulares | Edições Regulares | Edições Regulares |
| Jurados             | 1                 | 2                 | Duetos            | 3                 | Kids              | 4                 | 5                 | 6                 |
| ------------------- | ----------------- | ----------------- | ----------------- | ----------------- | ----------------- | ----------------- | ----------------- | ----------------- |
| Luís Jardim         |                   |                   |                   |                   |                   |                   |                   |                   |
| José Carlos Pereira |                   |                   |                   |                   |                   |                   |                   |                   |
| António Sala        |                   |                   |                   |                   |                   |                   |                   |                   |
| Alexandra Lencastre |                   |                   |                   |                   |                   |                   |                   |                   |
| Fernanda Serrano    |                   |                   |                   |                   |                   |                   |                   |                   |
| Filipe La Féria     |                   |                   |                   |                   |                   |                   |                   |                   |
| CC                  |                   |                   |                   |                   |                   |                   |                   |                   |
| Rita Pereira        |                   |                   |                   |                   |                   |                   |                   |                   |
| Fernando Pereira    |                   |                   |                   |                   |                   |                   |                   |                   |
| Rui Maria Pêgo      |                   |                   |                   |                   |                   |                   |                   |                   |

| Luís Jardim         |
| José Carlos Pereira |
| António Sala        |
| Alexandra Lencastre |

## Prémios
Os Troféus TV 7 dias foram criados em 2010. 
| Troféus TV 7 Dias                  | Troféus TV 7 Dias | Troféus TV 7 Dias                 | Troféus TV 7 Dias | Troféus TV 7 Dias |
| Trabalho nomeado                   | Ano               | Categoria                         | Resultado         |                   |
| ---------------------------------- | ----------------- | --------------------------------- | ----------------- | ----------------- |
| A Tua Cara Não me é Estranha       | 2012              | Melhor Programa de Entretenimento | Venceu            |                   |
| A Tua Cara Não me é Estranha       | 2013              | Melhor Programa de Entretenimento | Venceu            |                   |
| A Tua Cara Não me é Estranha: Kids | 2014              | Melhor Programa de Entretenimento | Indicado          |                   |
| A Tua Cara Não me é Estranha       | 2016              | Melhor Programa de Entretenimento | Indicado          |                   |

## Audiências
| Edição                       | Horário de exibição | Galas | Estreia                 | Estreia     | Estreia | Estreia | Final                   | Final       | Final  | Final | Audiência média | Audiência média |
| Edição                       | Horário de exibição | Galas | Data                    | Espetadores | Rating  | Share   | Data                    | Espetadores | Rating | Share | Rating          | Share           |
| ---------------------------- | ------------------- | ----- | ----------------------- | ----------- | ------- | ------- | ----------------------- | ----------- | ------ | ----- | --------------- | --------------- |
| 1                            | Domingo (21h30)     | 11    | 22 de janeiro de 2012   | 1 267 000   | 13,1%   | 43%     | 1 de abril de 2012      | 1 968 000   | 20,8%  | 50,3% | 17%             | 48,9%           |
| 2                            | Domingo (21h30)     | 10    | 8 de abril de 2012      | 1 906 000   | 19,7%   | 50,3%   | 10 de junho de 2012     | 2 129 000   | 22,5%  | 51,3% | 19,2%           | 47%             |
| Especial (2012)              | Domingo (21h30)     | 2     | 24 de junho 2012        | 1 296 000   | 13,4%   | 33,5%   | 1 de julho de 2012      | 1 712 000   | 17,7%  | 41,7% | —               | —               |
| Duetos                       | Domingo (21h30)     | 4     | 8 de julho de 2012      | 1 801 000   | 18,6%   | 46%     | 29 de julho de 2012     | 1 665 000   | 17,2%  | 40,5% | 17,6%           | 43%             |
| 3                            | Domingo (21h30)     | 11    | 3 de fevereiro de 2013  | 1 675 000   | 17,3%   | 40%     | 14 de abril de 2013     | 1 646 000   | 17%    | 42,2% | 16,1%           | 37,2%           |
| Kids                         | Domingo (21h30)     | 11    | 9 de fevereiro de 2014  | 1 477 000   | 15,3%   | 33,4%   | 20 de abril de 2014     | 1 238 000   | 12,8%  | 29,7% | 13,9%           | 32,1%           |
| 4                            | Sábado (21h30)      | 13    | 22 de outubro de 2016   | 1 458 000   | 15,1%   | 35,3%   | 21 de janeiro de 2017   | 1 408 000   | 14,5%  | 31,6% | 12,3%           | 29,1%           |
| Especial (2017)              | Domingo (21h30)     | 4     | 5 de fevereiro de 2017  | 1 257 000   | 13%     | 29%     | 5 de março de 2017      | 1 172 000   | 12,1%  | 25,7% | 12,4%           | 27,4%           |
| Especial Final de Ano        | Domingo (21h30)     | 1     | 31 de dezembro de 2017  | 1 075 000   | 11.1%   | 34%     | 31 de dezembro de 2017  | 1 075 000   | 11.1%  | 34%   | 11.1%           | 34%             |
| Especial 25º Aniversário TVI | Terça (21h30)       | 1     | 20 de fevereiro de 2018 | 926 200     | 9,6%    | 25,9%   | 20 de fevereiro de 2018 | 926 200     | 9,6%   | 25,9% | 9,6%            | 25,9%           |
| 5                            | Sábado (21:30)      | 11    | 26 de maio de 2018      |             |         |         | 5 de agosto de 2018     |             |        |       |                 |                 |

- A 27 de Abril de 2014, a TVI emitiu uma gala especial, de forma a comemorar o grande sucesso de todas as edições do programa. O programa despediu-se dos portugueses na liderança, com um resultado audimétrico de 28,6% com base em mais de 1,1 milhões de espetadores.[15]
- A 10ª Gala, especial de Natal, de A Tua Cara não me é Estranha 2016 foi emitida no dia 25 de dezembro  de 2016, ao domingo à noite (ao contrário das restantes galas).

## Edição Especial (2012)
Após o término de "A Tua Cara Não Me é Estranha 2", estreou uma Edição Especial, de duas galas, a qual reúne 14 concorrentes das 2 edições
- Nota: Em negrito os vencedores das edições.

| 1.ª Edição             | 1.ª Edição | 1.ª Edição                |
| Concorrente            | Idade      | Ocupação                  |
| ---------------------- | ---------- | ------------------------- |
| João Paulo Rodrigues   | 33 anos    | Humorista                 |
| Romana                 | 30 anos    | Cantora                   |
| Daniela Pimenta        | 25 anos    | Cantora / Modelo          |
| Toy                    | 48 anos    | Cantor                    |
| Mico da Câmara Pereira | 47 anos    | Cantor                    |
| Maria João Abreu       | 47 anos    | Atriz                     |
| Paulo Vintém           | 32 anos    | Cantor / Ator / Bailarino |
| Sónia Brazão           | 37 anos    | Atriz / Cantora / Modelo  |

| 2.ª Edição    | 2.ª Edição | 2.ª Edição                      |
| Concorrente   | Idade      | Ocupação                        |
| ------------- | ---------- | ------------------------------- |
| Luciana Abreu | 26 anos    | Atriz / Cantora / Apresentadora |
| FF            | 24 anos    | Cantor / Ator                   |
| José Raposo   | 49 anos    | Ator                            |
| Manuel Melo   | 31 anos    | Ator                            |
| Dora          | 45 anos    | Cantora                         |
| Merche Romero | 35 anos    | Modelo / Apresentadora          |

### Semi-final (24 de Junho de 2012)
A Semi-Final de "A Tua Cara Não Me É Estranha - Especial" ocorreu no dia 24 de Junho de 2012. Logo no início do programa, foram abertas as linhas telefónicas para voto do público. De seguida, procedeu-se às atuações do grupo de concorrentes, que é constituído pelos famosos não apurados para a Final de cada edição, exceto Micaela e Sílvia Rizzo, que não puderam estar presentes. Seguidamente, brilhou a convidada especial Susana Bento Ramos e, de seguida, a convidada Alexandra. Finalizadas estas atuações, procedeu-se à votação por parte dos jurados e dos colegas. De seguida, foram divulgados os resultados do voto popular e acrescentaram-se este valores aos já obtidos por parte do júri e dos colegas. Verificou-se então que, indiscutivelmente, Paulo Vintém foi o vencedor da gala. Assim, este é apurado para a gala da próxima semana, juntando-se assim aos 8 finalistas das 2 edições.
| Concorrente            | Cantor(a) imitado(a)   | Música                | Resultado Final  |
| ---------------------- | ---------------------- | --------------------- | ---------------- |
| Paulo Vintém           | Thom Yorke (Radiohead) | "Creep"               | Vencedor da Gala |
| Maria João Abreu       | Elis Regina            | "Fascinação"          | 2º Lugar         |
| Dora                   | Fergie                 | "Big Girls Don't Cry" | 3º Lugar         |
| Mico da Câmara Pereira | David Bowie            | "Let's Dance"         | 4º Lugar         |
| Sónia Brazão           | Tonicha                | "Zumba na Caneca"     | 5º Lugar         |
| Merche Romero          | Amy Winehouse          | "Valerie"             | 6º Lugar         |

Outras atuações
| Intérprete         | Cantor(a) imitado(a) | Música                     |
| ------------------ | -------------------- | -------------------------- |
| Susana Bento Ramos | Fausto               | "Lembra-me um Sonho Lindo" |
| Alexandra          | Amália Rodrigues     | "Povo que Lavas no Rio"    |

Tabela de pontuação
| Concorrente      | Pontos do Júri + Colegas | Pontos do Júri + Colegas | Pontos do Júri + Colegas | Pontos do Júri + Colegas | Pontos do Júri + Colegas | Pontos do Júri + Colegas | Conversão 0 - 12 pontos | Pontos do Público | Total |
| Concorrente      | António                  | José                     | Alexandra                | Luís                     | Colegas                  | Total                    | Conversão 0 - 12 pontos | Pontos do Público | Total |
| ---------------- | ------------------------ | ------------------------ | ------------------------ | ------------------------ | ------------------------ | ------------------------ | ----------------------- | ----------------- | ----- |
| Merche Romero    | 8                        | 8                        | 8                        | 7                        | 6                        | 37                       | 7                       | 7                 | 14    |
| Sónia Brazão     | 6                        | 6                        | 6                        | 8                        | 12                       | 38                       | 9                       | 6                 | 15    |
| Paulo Vintém     | 12                       | 12                       | 12                       | 12                       | 6                        | 54                       | 12                      | 12                | 24    |
| Dora             | 9                        | 9                        | 10                       | 9                        | —                        | 37                       | 8                       | 8                 | 16    |
| Mico             | 7                        | 7                        | 7                        | 6                        | 6                        | 33                       | 6                       | 9                 | 15    |
| Maria João Abreu | 10                       | 10                       | 9                        | 10                       | 6                        | 45                       | 10                      | 10                | 20    |

### Final (1 de Julho de 2012)
A Final de "A Tua Cara Não Me É Estranha - Especial" ocorreu no dia 1 de Julho de 2012. Logo no início do programa, foram abertas as linhas telefónicas para votação do público. De seguida, procedeu-se às atuações do grupo de concorrentes, que é constituído pelos 4 finalistas da 1ª Edição, os 4 finalistas da 2ª Edição e  pelo Paulo Vintém, que foi apurado para esta grande final na gala anterior. Finalizadas estas atuações, procedeu-se à votação por parte dos jurados e dos colegas. De seguida, foram divulgados os resultados do voto popular e acrescentaram-se este valores aos já obtidos por parte do júri e dos colegas. É de reparar que, por esta gala ser constituída por 9 concorrentes, os pontos atribuídos teriam a mesma escala, mas contabilizando-se o número 11 (11 pontos). Verificou-se então que, indiscutivelmente, FF foi o vencedor da gala.
| Concorrente          | Cantor(a) imitado/a | Música                           | Resultado Final |
| -------------------- | ------------------- | -------------------------------- | --------------- |
| FF                   | Shirley Bassey      | "Goldfinger"                     | Vencedor        |
| José Raposo          | João Villaret       | "Fado Falado"                    | 2º Lugar        |
| Luciana Abreu        | Barbra Streisand    | "Woman in Love"                  | 3º Lugar        |
| João Paulo Rodrigues | Stevie Wonder       | "Superstition"                   | 4º Lugar        |
| Romana               | Mariza              | "Chuva"                          | 5º Lugar        |
| Toy                  | Plácido Domingo     | "Granada"                        | 6º Lugar        |
| Paulo Vintém         | Gotye               | "Somebody That I Used to Know"   | 7º Lugar        |
| Manuel Melo          | George Michael      | "Freedom! '90"                   | 8º Lugar        |
| Daniela Pimenta      | Kelly Clarkson      | "My Life Would Suck Without You" | 9º Lugar        |

Tabela de pontuação
| Concorrente          | Pontos do Júri + Colegas | Pontos do Júri + Colegas | Pontos do Júri + Colegas | Pontos do Júri + Colegas | Pontos do Júri + Colegas | Pontos do Júri + Colegas | Conversão 0 - 12 pontos | Pontos do Público | Total |
| Concorrente          | António                  | José                     | Alexandra                | Luís                     | Colegas                  | Total                    | Conversão 0 - 12 pontos | Pontos do Público | Total |
| -------------------- | ------------------------ | ------------------------ | ------------------------ | ------------------------ | ------------------------ | ------------------------ | ----------------------- | ----------------- | ----- |
| Daniela              | 5                        | 5                        | 4                        | 6                        | —                        | 20                       | 4                       | 5                 | 9     |
| Manuel Melo          | 6                        | 6                        | 5                        | 7                        | —                        | 24                       | 6                       | 4                 | 10    |
| Toy                  | 7                        | 7                        | 8                        | 8                        | 5                        | 35                       | 8                       | 7                 | 15    |
| FF                   | 12                       | 12                       | 12                       | 11                       | 5                        | 52                       | 11                      | 12                | 23    |
| Romana               | 9                        | 8                        | 6                        | 5                        | 5                        | 33                       | 7                       | 8                 | 15    |
| João Paulo Rodrigues | 10                       | 10                       | 9                        | 9                        | 5                        | 43                       | 10                      | 9                 | 19    |
| Luciana Abreu        | 8                        | 9                        | 10                       | 10                       | —                        | 37                       | 9                       | 11                | 20    |
| José Raposo          | 11                       | 11                       | 11                       | 12                       | 20                       | 65                       | 12                      | 10                | 22    |
| Paulo Vintém         | 4                        | 4                        | 7                        | 4                        | 5                        | 24                       | 5                       | 6                 | 11    |

## Edição Duetos
A edição especial do A Tua Cara Não Me É Estranha em Portugal estreou a 8 de Julho de 2012. Foi transmitido na TVI e produzido pela Endemol Portugal. O conceito desta edição é um pouco diferente das anteriores: ao invés de serem concorrentes individuais a participar, são duetos fixos que lutam pela vitória.

### Duplas
| Duplas              | Concorrentes           | Resultado      |
| ------------------- | ---------------------- | -------------- |
| FF & Vanessa        | FF                     | Vencedores     |
| FF & Vanessa        | Vanessa Silva          | Vencedores     |
| Luciana & Ricardo   | Luciana Abreu          | 2.º Lugar      |
| Luciana & Ricardo   | Ricardo Soler          | 2.º Lugar      |
| Dora & Rui          | Dora                   | 3.º Lugar      |
| Dora & Rui          | Rui Andrade            | 3.º Lugar      |
| Mico & Gabriela     | Mico da Câmara Pereira | Semifinalistas |
| Mico & Gabriela     | Gabriela Barros        | Semifinalistas |
| Daniela & Edmundo   | Daniela Pimenta        | Semifinalistas |
| Daniela & Edmundo   | Edmundo Vieira         | Semifinalistas |
| Maria João & Heitor | Maria João Abreu       | Semifinalistas |
| Maria João & Heitor | Heitor Lourenço        | Semifinalistas |

### Resultados
| Duplas              | Galas    | Galas    | Galas    | Total     | Final     |
| Duplas              | 1ª       | 2ª       | 3ª       | Total     | Final     |
| ------------------- | -------- | -------- | -------- | --------- | --------- |
| FF & Vanessa        | 2º Lugar | 2º Lugar | Vencedor | Finalista | 1º Lugar  |
| Luciana & Ricardo   | Vencedor | Vencedor | 2º Lugar | Finalista | 2º Lugar  |
| Dora & Rui          | 4º Lugar | 3º Lugar | 3º Lugar | Finalista | 3º Lugar  |
| Mico & Gabriela     | 3º Lugar | 6º Lugar | 4º Lugar | Eliminado | Eliminado |
| Daniela & Edmundo   | 6º Lugar | 4º Lugar | 5º Lugar | Eliminado | Eliminado |
| Maria João & Heitor | 5º Lugar | 5º Lugar | 6º Lugar | Eliminado | Eliminado |

### Galas

#### 1.ª Gala (8 de Julho de 2012)
A 1ª Gala de "A Tua Cara Não Me É Estranha - Duetos" ocorreu no dia 8 de Julho de 2012. Logo no início do programa, foram abertas as linhas telefónicas para voto do público. De seguida, procedeu-se às atuações dos concorrentes. Seguidamente, brilhou a convidada especial Rita Guerra. Finalizada esta atuação, procedeu-se à votação por parte dos jurados e dos colegas. De seguida, foram divulgados os resultados do voto popular e acrescentaram-se este valores aos já obtidos por parte do júri e dos colegas. Verificou-se então que Luciana & Ricardo foi o dueto vencedor da gala.
| Dueto               | Dueto imitado                        | Música                 | Resultado Final  |
| ------------------- | ------------------------------------ | ---------------------- | ---------------- |
| Luciana & Ricardo   | Celine Dion & Peabo Bryson           | "Beauty and the Beast" | Vencedor da Gala |
| FF & Vanessa        | Montserrat Caballé & Freddie Mercury | "Barcelona"            | 2º Lugar         |
| Mico & Gabriela     | Pablo Alborán & Carminho             | "Perdóname"            | 3º Lugar         |
| Dora & Rui          | Gloria Estefan & Alexandre Pires     | "Santo Santo"          | 4º Lugar         |
| Maria João & Heitor | Dolly Parton & Kenny Rogers          | "We Got Tonight"       | 5º Lugar         |
| Daniela & Edmundo   | Fergie & will.i.am                   | "The Time (Dirty Bit)" | 6º Lugar         |

Outras atuações
| Intérprete  | Cantor(a) imitado(a) | Música            |
| ----------- | -------------------- | ----------------- |
| Rita Guerra | Simone               | "Começar de Novo" |

Tabela de pontuação
| Dueto                              | Pontos do Júri + Colegas | Pontos do Júri + Colegas | Pontos do Júri + Colegas | Pontos do Júri + Colegas | Pontos do Júri + Colegas | Pontos do Júri + Colegas | Conversão 0 - 12 pontos | Pontos do Público | Total |
| Dueto                              | António                  | José                     | Alexandra                | Luís                     | Colegas                  | Total                    | Conversão 0 - 12 pontos | Pontos do Público | Total |
| ---------------------------------- | ------------------------ | ------------------------ | ------------------------ | ------------------------ | ------------------------ | ------------------------ | ----------------------- | ----------------- | ----- |
| Daniela & Edmundo Vieira           | 6                        | 6                        | 6                        | 6                        | 5                        | 29                       | 6                       | 6                 | 12    |
| Luciana Abreu & Ricardo Soler      | 12                       | 12                       | 12                       | 12                       | 5                        | 53                       | 10                      | 12                | 22    |
| Dora & Rui                         | 7                        | 7                        | 7                        | 7                        | 5                        | 33                       | 7                       | 8                 | 15    |
| Mico & Gabriela Barros             | 8                        | 9                        | 9                        | 9                        | —                        | 35                       | 9                       | 9                 | 18    |
| FF & Vanessa Silva                 | 10                       | 10                       | 10                       | 10                       | 15                       | 55                       | 12                      | 10                | 22    |
| Maria João Abreu & Heitor Lourenço | 9                        | 8                        | 8                        | 8                        | —                        | 33                       | 8                       | 7                 | 15    |

#### 2.ª Gala (15 de Julho de 2012)
A 2ª Gala de "A Tua Cara Não Me É Estranha - Duetos" ocorreu no dia 15 de Julho de 2012. Logo no início do programa, foram abertas as linhas telefónicas para voto do público. De seguida, procedeu-se às atuações dos concorrentes. Seguidamente, brilhou a convidada especial Wanda Stuart. Finalizada esta atuação, procedeu-se à votação por parte dos jurados e dos colegas. De seguida, foram divulgados os resultados do voto popular e acrescentaram-se este valores aos já obtidos por parte do júri e dos colegas. Verificou-se então que Luciana & Ricardo foi o dueto vencedor da gala.
| Dueto               | Dueto imitado                  | Música                            | Resultado Final  |
| ------------------- | ------------------------------ | --------------------------------- | ---------------- |
| Luciana & Ricardo   | Diana Ross & Lionel Richie     | "Endless Love"                    | Vencedor da Gala |
| FF & Vanessa        | Luther Vandross & Mariah Carey | "Endless Love"                    | 2º Lugar         |
| Dora & Rui          | Ellen Foley & Meat Loaf        | "Paradise by the Dashboard Light" | 3º Lugar         |
| Daniela & Edmundo   | Rihanna & Chris Brown          | "Turn Up The Music (Remix)"       | 4º Lugar         |
| Maria João & Heitor | Gal Costa & Tim Maia           | "Um Dia de Domingo"               | 5º Lugar         |
| Mico & Gabriela     | Elton John & Kiki Dee          | "Don't Go Breaking My Heart"      | 6º Lugar         |

Outras atuações
| Intérprete   | Cantor(a) imitado(a) | Música               |
| ------------ | -------------------- | -------------------- |
| Wanda Stuart | Liza Minnelli        | "New York, New York" |

Tabela de pontuação
| Dueto                              | Pontos do Júri + Colegas | Pontos do Júri + Colegas | Pontos do Júri + Colegas | Pontos do Júri + Colegas | Pontos do Júri + Colegas | Pontos do Júri + Colegas | Conversão 0 - 12 pontos | Pontos do Público | Total | Total Contínuo |
| Dueto                              | António                  | José                     | Alexandra                | Luís                     | Colegas                  | Total                    | Conversão 0 - 12 pontos | Pontos do Público | Total | Total Contínuo |
| ---------------------------------- | ------------------------ | ------------------------ | ------------------------ | ------------------------ | ------------------------ | ------------------------ | ----------------------- | ----------------- | ----- | -------------- |
| Daniela & Edmundo Vieira           | 8                        | 8                        | 6                        | 8                        | —                        | 30                       | 7                       | 8                 | 15    | 27             |
| Luciana Abreu & Ricardo Soler      | 10                       | 12                       | 10                       | 12                       | 10                       | 54                       | 12                      | 12                | 24    | 46             |
| Dora & Rui                         | 9                        | 9                        | 9                        | 9                        | —                        | 36                       | 9                       | 9                 | 18    | 33             |
| Mico & Gabriela Barros             | 7                        | 7                        | 7                        | 7                        | —                        | 28                       | 6                       | 6                 | 12    | 30             |
| FF & Vanessa Silva                 | 12                       | 10                       | 12                       | 10                       | 10                       | 54                       | 10                      | 10                | 20    | 42             |
| Maria João Abreu & Heitor Lourenço | 6                        | 6                        | 8                        | 6                        | 10                       | 36                       | 8                       | 7                 | 15    | 30             |

#### 3.ª Gala (22 de Julho de 2012)
A 3ª Gala de "A Tua Cara Não Me É Estranha - Duetos" ocorreu no dia 15 de Julho de 2012. Logo no início do programa, foram abertas as linhas telefónicas para voto do público. De seguida, procedeu-se às atuações dos concorrentes. Seguidamente, brilhou a convidada especial Cristina Areia. Finalizada esta atuação, procedeu-se à votação por parte dos jurados e dos colegas. De seguida, foram divulgados os resultados do voto popular e acrescentaram-se este valores aos já obtidos por parte do júri e dos colegas. Verificou-se então que FF & Vanessa foi o dueto vencedor da gala. Finalmente, contabilizando todas as pontuações obtidas desde o início do programa, verificou-se que os 3 duetos finalistas apurados para a Final da semana seguinte seriam FF & Vanessa, Luciana & Ricardo e Dora & Rui.
| Dueto               | Dueto imitado                    | Música                                         | Resultado Final  |
| ------------------- | -------------------------------- | ---------------------------------------------- | ---------------- |
| FF & Vanessa        | Eros Ramazzotti & Tina Turner    | "Cose Della Vita - Can't Stop Thinking of You" | Vencedor da Gala |
| Luciana & Ricardo   | George Michael & Elton John      | "Don't Let The Sun Go Down On Me"              | 2º Lugar         |
| Dora & Rui          | Jennifer Warnes & Bill Medley    | "(I've Had) The Time of my Life"               | 3º Lugar         |
| Mico & Gabriela     | Tony Bennett & Lady Gaga         | "The Lady is a Tramp"                          | 4º Lugar         |
| Daniela & Edmundo   | Siedah Garrett & Michael Jackson | "I Just Can't Stop Loving You"                 | 5º Lugar         |
| Maria João & Heitor | Colbie Caillat & Jason Mraz      | "Lucky"                                        | 6º Lugar         |

Outras atuações
| Intérprete     | Cantor(a) imitado(a) | Música                  |
| -------------- | -------------------- | ----------------------- |
| Cristina Areia | Britney Spears       | Oops!... I Did it Again |

Tabela de pontuação
| Dueto                              | Pontos do Júri + Colegas | Pontos do Júri + Colegas | Pontos do Júri + Colegas | Pontos do Júri + Colegas | Pontos do Júri + Colegas | Pontos do Júri + Colegas | Conversão 0 - 12 pontos | Pontos do Público | Total | Total Contínuo | Resultado Contínuo |
| Dueto                              | António                  | José                     | Alexandra                | Luís                     | Colegas                  | Total                    | Conversão 0 - 12 pontos | Pontos do Público | Total | Total Contínuo | Resultado Contínuo |
| ---------------------------------- | ------------------------ | ------------------------ | ------------------------ | ------------------------ | ------------------------ | ------------------------ | ----------------------- | ----------------- | ----- | -------------- | ------------------ |
| Daniela & Edmundo Vieira           | 8                        | 10                       | 7                        | 10                       | —                        | 35                       | 8                       | 7                 | 15    | 42             | Eliminado          |
| Luciana Abreu & Ricardo Soler      | 9                        | 9                        | 8                        | 9                        | 5                        | 40                       | 10                      | 10                | 20    | 66             | Finalista          |
| Dora & Rui                         | 7                        | 7                        | 10                       | 8                        | 5                        | 37                       | 9                       | 9                 | 18    | 51             | Finalista          |
| Mico & Gabriela Barros             | 10                       | 8                        | 9                        | 7                        | —                        | 34                       | 7                       | 8                 | 15    | 45             | Eliminado          |
| FF & Vanessa Silva                 | 12                       | 12                       | 12                       | 12                       | 10                       | 58                       | 12                      | 12                | 24    | 66             | Finalista          |
| Maria João Abreu & Heitor Lourenço | 6                        | 6                        | 6                        | 6                        | 10                       | 34                       | 6                       | 6                 | 12    | 42             | Eliminado          |

#### Final (29 de Julho de 2012)
A final de "A Tua Cara Não Me É Estranha - Duetos" ocorreu no dia 29 de Julho de 2012. Logo a seguir à abertura das linhas telefónicas para voto do público, atuaram as convidadas especiais (Patrícia Candoso e Marta Fernandes) com CC e Luís Jardim. De seguida, procedeu-se às atuações dos concorrentes. Seguidamente, brilharam os concorrentes de programa que não foram apurados para a Final, com duplas trocadas: Mico & Heitor, Daniela & Gabriela e Maria João & Vieira, que brindaram o público com três duetos clássicos. De seguida, brilhou o convidado especial Henrique Feist. Finalizadas estas atuações, procedeu-se à votação por parte dos jurados. De seguida, foram divulgados os resultados do voto popular e acrescentaram-se este valores aos já obtidos por parte do júri. Verificou-se então que, indiscutivelmente, FF & Vanessa foram o vencedores da gala.
| Dueto             | Dueto imitado                  | Música             | Resultado final |
| ----------------- | ------------------------------ | ------------------ | --------------- |
| FF & Vanessa      | Andrea Bocelli & Celine Dion   | "The Prayer"       | Vencedor        |
| Luciana & Ricardo | Mariah Carey & Whitney Houston | "When You Believe" | 2º Lugar        |
| Dora & Rui        | Nicole Kidman & Ewan McGregor  | "Come What May"    | 3º Lugar        |

Outras atuações
| Intérprete           | Cantor(a) Imitado(a)           | Música              |
| -------------------- | ------------------------------ | ------------------- |
| Atores TVI           | ABBA                           | "Waterloo"          |
| Mico & Heitor        | The Weather Girls              | "It's Raining Men"  |
| Daniela & Gabriela   | Bono & Mary J. Blige           | "One"               |
| Maria João & Edmundo | Jessica Simpson & David Bisbal | "Angels"            |
| Henrique Feist       | Neil Diamond                   | "Love on The Rocks" |

Tabela de pontuação
| Dueto                         | Pontos do Júri | Pontos do Júri | Pontos do Júri | Pontos do Júri | Pontos do Júri | Conversão 0 - 12 pontos | Pontos do Público | Total |
| Dueto                         | António        | José           | Alexandra      | Luís           | Total          | Conversão 0 - 12 pontos | Pontos do Público | Total |
| ----------------------------- | -------------- | -------------- | -------------- | -------------- | -------------- | ----------------------- | ----------------- | ----- |
| Luciana Abreu & Ricardo Soler | 9              | 9              | 10             | 10             | 38             | 10                      | 10                | 20    |
| Dora & Rui                    | 10             | 10             | 9              | 9              | 38             | 9                       | 9                 | 18    |
| FF & Vanessa Silva            | 12             | 12             | 12             | 12             | 48             | 12                      | 12                | 24    |

## Edição Especial (2017)

### Concorrentes
| Concorrente            | Idade   | Edição | Galas |
| ---------------------- | ------- | ------ | ----- |
| Carolina Torres        | 28 anos | 4      | 3–5   |
| Darko                  | 28 anos | 4      | 5     |
| Diana Monteiro         | 33 anos | 3      | 1–2   |
| Inês Santos            | 38 anos | 3      | 1–4   |
| Jorge Mourato          | 42 anos | 4      | 5     |
| Maria Sampaio          | 32 anos | 4      | 5     |
| Marta Andrino          | 29 anos | 4      | 5     |
| Melânia Gomes          | 32 anos | 4      | 5     |
| Mico da Câmara Pereira | 50 anos | 1      | 1–4   |
| Ricardo Soler          | 31 anos | Duetos | 3–4   |
| Romana                 | 35 anos | 1      | 1–4   |
| Rui Andrade            | 32 anos | Duetos | 1–4   |
| Sérgio Rossi           | 36 anos | 4      | 1–5   |
| Toy                    | 54 anos | 1      | 1–2   |
| Wanda Stuart           | 49 anos | 3      | 1–4   |

### Galas

#### 1.ª Gala (5 de fevereiro de 2017)
| Concorrente     | Artista imitado(a)                  | Canção                        | Pontuação | Pontuação | Pontuação | Pontuação                 | Total |
| Concorrente     | Artista imitado(a)                  | Canção                        | Zeca      | Alexandra | Luís      | Colegas (5 e 3 pts. cada) | Total |
| --------------- | ----------------------------------- | ----------------------------- | --------- | --------- | --------- | ------------------------- | ----- |
| Inês Santos     | The Cranberries (Dolores O'Riordan) | "Zombie"                      | 6         | 6         | 5         | 3                         | 20    |
| Rui Andrade     | Wham! (George Michael)              | "Wake Me Up Before You Go Go" | 8         | 9         | 9         | 3                         | 29    |
| Romana          | Madredeus (Teresa Salgueiro)        | "Haja o Que Houver"           | 10        | 8         | 6         | 24                        | 48    |
| Diana Monteiro  | Ariana Grande                       | "Side to Side"                | 7         | 5         | 4         | 5                         | 21    |
| Wanda Stuart    | Grace Jones                         | "La Vie en Rose"              | 12        | 12        | 10        | 5                         | 39    |
| Toy             | Nat King Cole                       | "Ansiedad"                    | 9         | 10        | 12        | 13                        | 44    |
| Mico C. Pereira | Alfredo Marceneiro                  | "A Casa da Mariquinhas"       | 5         | 4         | 7         | 6                         | 22    |
| Sérgio Rossi    | Eric Carmen                         | "All by Myself"               | 4         | 7         | 8         | 5                         | 24    |

#### 2.ª Gala (12 de fevereiro de 2017)
| Concorrente     | Artista imitado(a)  | Canção                    | Pontuação | Pontuação | Pontuação                 | Total |
| Concorrente     | Artista imitado(a)  | Canção                    | Alexandra | Luís      | Colegas (5 e 3 pts. cada) | Total |
| --------------- | ------------------- | ------------------------- | --------- | --------- | ------------------------- | ----- |
| Romana          | Beyoncé             | "Listen"                  | 8         | 8         | 5                         | 21    |
| Inês Santos     | Cats (Elaine Paige) | "Memory"                  | 12        | 12        | 16                        | 40    |
| Wanda Stuart    | Madonna             | "La Isla Bonita"          | 10        | 10        | 6                         | 26    |
| Toy             | António Calvário    | "Oração"                  | 4         | 6         | 3                         | 13    |
| Mico C. Pereira | Toy                 | "Sensual"                 | 5         | 4         | 3                         | 12    |
| Sérgio Rossi    | Luís Miguel         | "Contigo en la Distancia" | 7         | 7         | 10                        | 24    |
| Rui Andrade     | James Arthur        | "Impossible"              | 6         | 5         | 8                         | 19    |
| Diana Monteiro  | Dua Lipa            | "Be the One"              | 9         | 9         | 13                        | 31    |

#### 3.ª Gala (19 de fevereiro de 2017)
| Concorrente     | Artista imitado(a)     | Canção                | Pontuação | Pontuação | Pontuação | Pontuação                 | Total |
| Concorrente     | Artista imitado(a)     | Canção                | Zeca      | Alexandra | Luís      | Colegas (5 e 3 pts. cada) | Total |
| --------------- | ---------------------- | --------------------- | --------- | --------- | --------- | ------------------------- | ----- |
| Ricardo Soler   | David Bisbal           | "Buleria"             | 9         | 10        | 12        | 16                        | 47    |
| Romana          | Sara Tavares           | "Sei"                 | 4         | 4         | 5         | 5                         | 18    |
| Wanda Stuart    | Pink                   | "Just Like Fire"      | 5         | 8         | 8         | 8                         | 29    |
| Sérgio Rossi    | Europe (Joey Tempest)  | "The Final Coutdown"  | 6         | 7         | 6         | 5                         | 24    |
| Inês Santos     | Charles Aznavour       | "La Bohème"           | 12        | 12        | 7         | 8                         | 39    |
| Rui Andrade     | Ricky Martin           | "Pégate"              | 10        | 9         | 10        | 6                         | 35    |
| Mico C. Pereira | Caetano Veloso         | "Você é Linda"        | 7         | 6         | 9         | 8                         | 30    |
| Carolina Torres | Muse (Matthew Bellamy) | "Time is Running Out" | 8         | 5         | 4         | 8                         | 25    |

#### 4.ª Gala (26 de fevereiro de 2017)
| Concorrente     | Artista imitado(a)     | Canção                  | Pontuação | Pontuação | Pontuação | Pontuação                 | Total |
| Concorrente     | Artista imitado(a)     | Canção                  | Zeca      | Alexandra | Luís      | Colegas (5 e 3 pts. cada) | Total |
| --------------- | ---------------------- | ----------------------- | --------- | --------- | --------- | ------------------------- | ----- |
| Carolina Torres | Ivete Sangalo          | "Sorte Grande"          | 7         | 8         | 6         | 9                         | 30    |
| Ricardo Soler   | Calum Scott            | "Dancing on my Own"     | 12        | 10        | 12        | 10                        | 44    |
| Romana          | Ágata                  | "Perfume de Mulher"     | 6         | 6         | 5         | 13                        | 30    |
| Sérgio Rossi    | Paulo de Carvalho      | "O Meu Mundo Inteiro"   | 4         | 4         | 4         | 5                         | 17    |
| Wanda Stuart    | Jennifer Lopez         | "Tribute to Celia Cruz" | 9         | 12        | 9         | 5                         | 35    |
| Rui Andrade     | Cher                   | "Dov'è L'amore"         | 5         | 7         | 7         | 10                        | 29    |
| Inês Santos     | Nana Mouskouri         | "Malagueña"             | 10        | 9         | 10        | 6                         | 35    |
| Mico C. Pereira | Frei Hermano da Câmara | "Fado da Despedida"     | 8         | 5         | 8         | 6                         | 27    |

#### Última Gala (5 de março de 2017)
| Concorrente                     | Artistas imitados | Canção |
| ------------------------------- | ----------------- | ------ |
| Maria Sampaio                   |                   |        |
| Carolina Torres & Marta Andrino |                   |        |
| Darko                           |                   |        |
| Melânia Gomes & Sérgio Rossi    |                   |        |
| Jorge Mourato                   |                   |        |

Outras atuações
| Convidados                 | Artistas imitados | Canção |
| -------------------------- | ----------------- | ------ |
| Luís Jardim & filha Rebeca |                   |        |